# لويس أرانا
لويس أرانا (بالإسبانية: Luis Arana)‏ هو سياسي إسباني، ولد في 25 أغسطس 1862 في إسبانيا، وتوفي في 1 يونيو 1951 في سانتورتزي في إسبانيا. حزبياً، نشط في الحزب القومي الباسكي وأبري ‏.